# Пиросульфит натрия
Пиросульфит натрия (Na2S2O5), или метабисульфит натрия, или натрий пиросернистокислый — соль пиросернистой кислоты, белый или желтоватый кристаллический порошок с резким запахом. Зарегистрирован в качестве пищевой добавки E223.
Иногда называют также бисульфит натрия, дисульфит натрия, натрий пиросульфит, натрий метабисульфит.

## Химические свойства
В воде легко происходит гидролиз с превращением в гидросульфит натрия:
{\displaystyle {\mathsf {Na_{2}S_{2}O_{5}+H_{2}O\rightleftharpoons 2NaHSO_{3}}}}
При нагревании соли происходит термическое разложение с выделением диоксида серы (SO2):
{\displaystyle {\mathsf {Na_{2}S_{2}O_{5}{\xrightarrow {T}}Na_{2}SO_{3}+SO_{2}}}}

## Производство
Пиросульфит натрия (метабисульфит натрия) получают взаимодействием сернистого ангидрида с содово-сульфитным раствором.

## Применение
- Пищевая промышленность: применяется как консервант, антиоксидант, отбеливатель и разрыхлитель, используется при производстве фруктовых соков, сладостей, вина и пива;
- Фармацевтическая промышленность: применяется в качестве наполнителя в некоторых таблетках, вспомогательного вещества в инъекционных лекарственных препаратах, системах фильтрации воды, для дезинфекции оборудования.
- Химическая промышленность: используется в качестве средства для удаления пятен от ржавчины[2]; используется в качестве восстановителя для разрушения сульфидных связей в сморщенных предметах одежды из натуральных волокон, что позволяет одежде вернуться к своей первоначальной форме после стирки; используется в качестве источника SO2 (смешанного с воздухом или кислородом) для разрушения цианида в коммерческих процессах цианирования золота; используется для тонирования металлических образцов на основе железа для микроструктурного анализа[3][4];
- Сельское хозяйство: используется для удаления пней.

## Токсичность и безопасность

### В химической промышленности
Пиросульфит натрия является трудногорючим и взрывобезопасным веществом, по степени воздействия на организм относится к веществам 3-го класса опасности. Опасности по ГН-98 отсутствуют.
Пиросульфит натрия вреден при попадании внутрь организма и в глаза. Работать с ним нужно в очках, маске и перчатках. При попадании в глаза их необходимо промыть большим количеством воды и обратиться к врачу.
При взаимодействии с водой и кислотами или нагревании выше температуры 65 °C выделяет токсичный газ — сернистый ангидрид SO2.

### В пищевой промышленности
Пиросульфит натрия одобрен в качестве безопасной пищевой добавки.
Управление по санитарному надзору за качеством пищевых продуктов и медикаментов (FDA) признаёт пиросульфит натрия как «общепризнанную безопасную» (GRAS) пищевую добавку в США, за исключением его использования в продуктах, признанных источником витамина B1 (тиамина), поскольку пиросульфит натрия (наряду с добавками E220-E228, выделяющими диоксид серы) разлагает этот микронутриент и его использование в перечне богатых витамином B1 продуктов, а также фруктов и овощей запрещено.
Объединённый экспертный комитет ФАО/ВОЗ по пищевым добавкам (JECFA) в 1998 году установил допустимое суточное потребление (ДСП) пиросульфита натрия в количестве 0,7 мг/кг массы тела (в пересчёте с диоксида серы). В 2016 году Европейское агентство по безопасности продуктов питания (EFSA), проводя пересмотр безопасности E223, согласилось с мнением JECFA и признало текущее ДСП безопасным для здоровья.

## Стандарты
• Пиросульфит натрия технический. ГОСТ 11683-76